# Игра и играчке
Дечје играчке су средство које машти омогућава да ступи у акцију, а игра је капацитет флексибилности у дејству.
По капацитету флексибилности, односно способности да свет трансформише према својој идеји и да себе мења у складу с том трансформацијом, човек се разликује од других живих бића. Флексибилност у игри нас уводи у свет промењених односа и комуникације кроз које се тестирају, поново испробавају на нов начин и преиспитују друштвено прихваћени обрасци понашања. Игра покреће укупан капацитет људског бића за промену, капацитет флексибилности да делује у промењеним условима, да тражи алтернативе и у складу са њима аутономно и компетентно делује. Игра је најдубљи одзив детета, његових битних људских могућности: да трансформише свет по властитој мери, а себе структурира и адаптира следећи ову трансформацију.
Играчке које се дају детету посебно у раном детињству су порука одраслих о очекивањима од детета. Култура играчака је култура одраслих, а тек потом култура детета. Материјали који највише подржавају дечју симболичку, стваралачку игру су неструктурирани материјали, као што су картони, папири, фолије, тканине као и полуструктурирани материјали јер немају унапред одређену функцију, а имају широки распон различитих текстура, боја, облика и величина. Играчке од природних материјала, неструктуирани природни материјали (лишће, вода, песак, земља) дају богатији извор сензорних информација. Одрасли треба да учине доступним деци материјале за игру тако да они могу да праве избор ресурса који најбоље одговарају приоритетима њихове игре. У начину на који материјале за игру чине доступним деци одрасли показују колико подржавају или спречавају игру.

## Функције играчака
Функције играчака су:
- истраживање и ре/конструкција у игри – истраживање нема циљ постављен са стране нити унапред очекиване исходе, у игри не постоји исправно или погрешно коришћење и употреба материјала и предмета већ постају предмет играња кроз понављање, пренаглашавање и варирање
- грађење идентитета у игри – деца се идентификују са различитим улогама и праве и препознају разлике у односу на себе, изграђују свој лични и културни идентитет тако што у игри дете гради слику о себи као самосталном, моћном и компетентном бићу, развијају самопоштовање, самоконтролу над својим емоцијама и активностима и доживљавају себе као успешно у грађењу односа са другима
- комуникација и интеракција у игри – деца размењују идеје, коментаре, инструкције или захтеве, нуде алтернативе и дају идеје
- стварање симбола у игри – у симболичкој игри дете поступке и предмете замењује за симболе и при томе користи различите форме изражавања као што су прерушавање, претварање, цртање, прављење модела, плес, разговор

## Играчке у савременој култури
У савременој култури се спомињу играчке као веза и обавеза – родитељи у савременим породицама са децом склапају „разноразне уговоре о размени”, Божић Бата ће донети ову или ону играчку уколико деца испуне договор, играчке у служби усамљености – гомиле добијених играчака се везују за усамљеност, уз сваку ту играчку треба везати сате и сате самосталне игре детета и те играчке. Резултати истраживања говоре да се у присуству играчака мала деца ређе играју са другима, а чешће се усредсређују на саму играчку и играчке као утеха – играчка може детету представљати утеху у тренуцима осаме и то су углавном меке играчке, плишане и крпене играчке које су увек у „детињој моћи”, може да га мази, воли, али и сакати и грди.